# Fuerza Móvil de Vanuatu
La Fuerza Móvil de Vanuatu es un pequeño cuerpo móvil de 300 voluntarios que forman parte de las fuerzas armadas de Vanuatu. Su tarea principal es ayudar a la Fuerza de Policía de Vanuatu. Sin embargo, si Vanuatu fuera atacado, la Fuerza Móvil actuaría como la primera línea de defensa.

## Historia
En 1994, la Fuerza Móvil envió a 50 personas a Papúa Nueva Guinea, en una misión de mantenimiento de la paz. Aunque las fuerzas armadas de Vanuatu nunca han derrocado a un gobierno, algunos miembros de la Fuerza Móvil, enojados por su salario, detuvieron al Presidente Jean-Marie Léyé y al vice primer ministro Barak Sopé, el 12 de octubre de 1996, pero los liberaron apenas unas horas después.

## Armamento
| Nombre            | Fotografía | Origen      | Tipo                   |
| ----------------- | ---------- | ----------- | ---------------------- |
| Beretta 92        |            | Italia      | Pistola semiautomática |
| Subfusil Sterling |            | Reino Unido | Subfusil               |
| FAMAS             |            | Francia     | Fusil de asalto        |
| L1A1              |            | Reino Unido | Fusil de combate       |